# Меморијал Рајко Кушић
Меморијални турнир Рајко Кушић је такмичење у џудоу које се од 1994. одржава сваког септембра у Палама. Најстарије је џудо такмичење у Републици Српској. Име дијели за домаћим џудо-клубом из Пала, према спортисти и тренеру Рајку Кушићу.   
Турнир у просјеку окупи око 300 такмичара (за полетарце, полетарке, млађе пионире, пионирке, старије пионире, старије пионирке, кадете и кадеткиње) из Србије, Црне Горе, Хрватске и БиХ .

## Рајко Кушић
Рајко Кушић је био познати југословенски и српски џудиста, и борац ВРС током рата у Босни и Херцеговини. Као спортиста освојио је 53 медаље и 24 пехара. Био је двоструки сениорски првак Југославије у џудоу (1983. и 1986 године). Као борац, одликован је Орденом Карађорђеве звијезде II реда. Учесник је Олимпијских игара у Москви 1980. побједник на Свјетском студентском првенству у Вроцлаву, вицепрвак Балкана 1985. године. Погинуо је у саобраћајној несрећи у Рогоушићима 1994. године.